# Яр Євтушин
Яр Євтушин — балка (річка) в Україні у Олександрійському районі Кіровоградської області. Ліва притока річки Цибульника (басейн Дніпра).

## Опис
Довжина балки приблизно 4,85 км, найкоротша відстань між витоком і гирлом — 4,47  км, коефіцієнт звивистості річки — 1,09 . Формується декількома струмками та загатами.

## Розташування
Бере початок на південно-західній стороні від села Семигір'я. Тече переважно на південний схід через село Глинськ і впадає у річку Цибульник, праву притоку річки Дніпра (Кременчуцьке водосховище).

## Цікаві факти
- На балці декілька газових свердловин[3].